# Arantes Isaac Sarmento

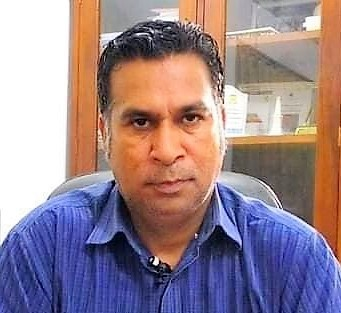
Arantes Isac Sarmento (2021)

Arantes Isaac Sarmento (* 1. Mai 1975 in Letefoho, Manufahi, Portugiesisch-Timor) ist ein osttimoresischer Beamter und Administrator.

## Werdegang
Sarmento ist das zehnte Kind von Alcina Isaac und Aman Jose Doutel Sarmento. Insgesamt hatte das Paar vier Töchter und acht Söhne. Der Vater war in der portugiesischen Kolonialverwaltung Landwirtschaftsbeamter und unter den Indonesiern Leiter der Landwirtschaftsschule. Die Mutter bestellte die Felder der Familie. Die Familie war sehr gläubig.
Sarmento besuchte von 1980 bis 1990 die SDN I Same Grundschule. Dem folgte von 1991 bis 1993 die Katholische Prä-Sekundarschule São Miguel Arkano in Same und ab 1993 die Sekundarschule Colégio de São José in Dili. Doch bereits für die zweite Klasse wechselte er an die Sekundarschule São Miguel Arkano im indonesischen Semarang. Seine beiden Brüder Jaime da Costa Sarmento  (ein Arzt) und Nélio Isaac Sarmento waren bereits hier zur Schule gegangen. Arantes beendete die Schule 1995 und schrieb sich dann an der Fakultät für Sozialpolitik der Universität Diponegoro (UNDIP) für das Studienfach Regierungswissenschaften ein. Zur selben Zeit wurde Sarmento Mitglied der Resistência Nacional dos Estudantes de Timor-Leste (RENETIL) und hatte auch Kontakt zu indonesischen pro-demokratischen Studentengruppen, wie SMID und SOLIDAMOR. 1999 kehrte Sarmento nach Osttimor zurück, um am Unabhängigkeitsreferendum teilzunehmen. 2002 führte Sarmento sein Studium fort und beendete es 2004. 2003 heiratete Sarmento Rahayu Prasetiani Baptista. Zusammen hat das Paar zwei Töchter und einen Sohn.
Ab 2004 lebte Sarmento wieder in Osttimor. Von 2006 bis 2008 arbeitete er im Sozialministerium Osttimors als Koordinator des IDPS-Datenerfassungsteams für die Schäden durch die Unruhen von 2006. Von 2008 bis 2018 war Sarmento Sekretär der Verwaltung von Manufahi. Parallel dazu übernahm er von 2013 bis 2018 das Amt des stellvertretenden Leiters des Kommunalen Sicherheitsdienstes (KSM) und von 2014 bis 2018 den Posten des Präsidenten des Rates vom Centro Foinsae Dom Boaventura Manufahi. Von  2017 bis 2021 war Sarmento außerdem Präsident des Verwaltungsrates der Stiftung Fundasaun Luta ba Futuru (LBF). Zwischen 2012 und 2014 vertrat Sarmento interim Filomeno Tilman, den Administrator von Manufahi, da dieser aus gesundheitlichen Gründen ausfiel. Als dessen Nachfolger Carlito Pinheiro de Araújo 2018 bei einem Autounfall ums Leben kam, übernahm Sarmento erneut die Position des Administrators bis 2023.
Als Merício Juvinal dos Reis 2020 seinen Sitz im Nationalen Exekutivrat des Roten Kreuz Osttimors (CVTL) abgab, übernahm Sarmento auch diese Position.